# Герб Педрогана-Гранде
Ге́рб Педро́гана-Гра́нде — офіційний символ містечка Педроган-Гранде, Португалія. Використовується як територіальний герб. У срібному щиті срібний орел із розправленими крилами. У главі щита золоте сонце. Внизу щита срібна гора, промальована чорним і перетята синьою хвилястою смугою. Щит увінчує срібна мурована містечкова корона з чотирма вежами.  Під щитом біла стрічка, на якій великими літерами напис португальською: «Pedrógão Grande» (Педроган-Гранде).  Офіційно затверджений 9 травня 1953 року.  

## Галерея

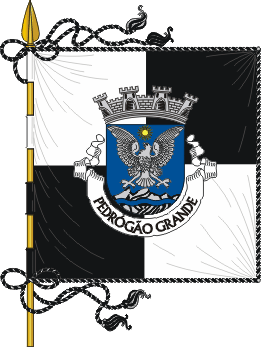
Прапор